# 얼터너티브 힙합

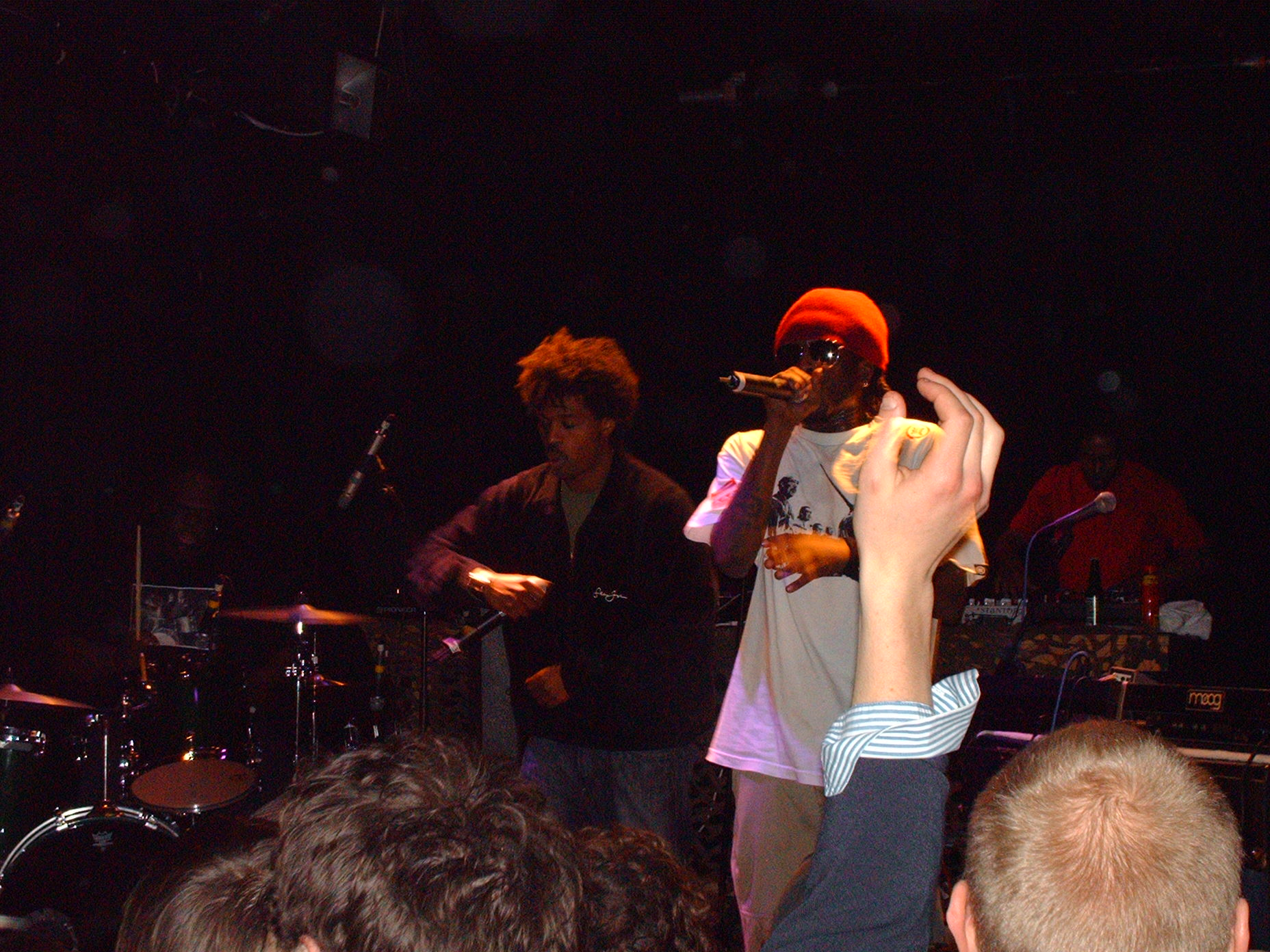
The Pharcyde

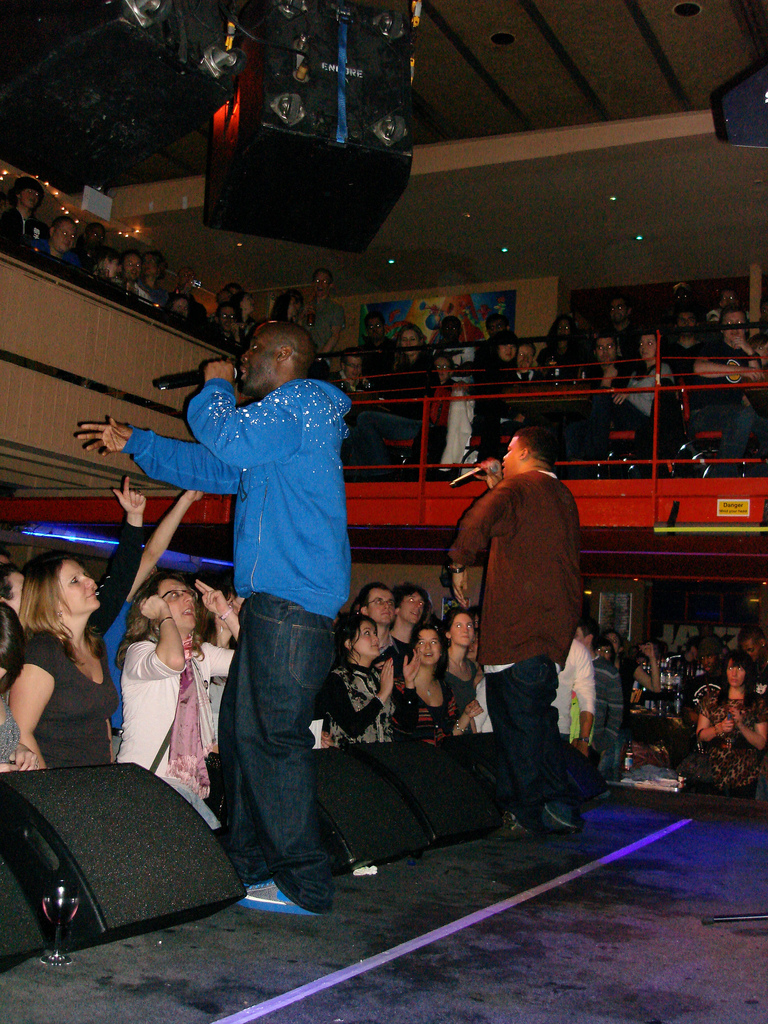
De La Soul

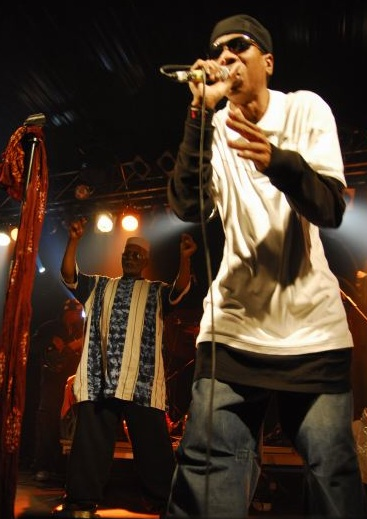
어레스티드 디벨롭먼트

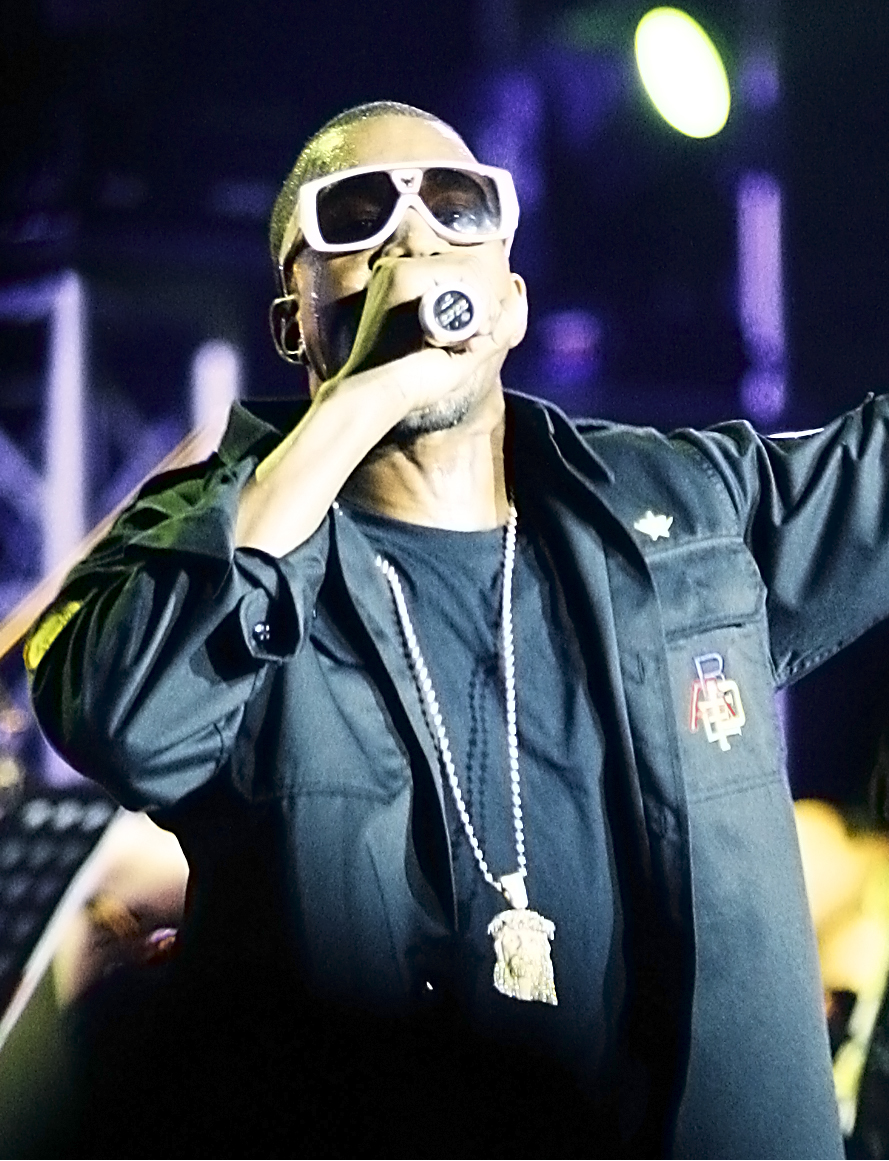
카니예 웨스트

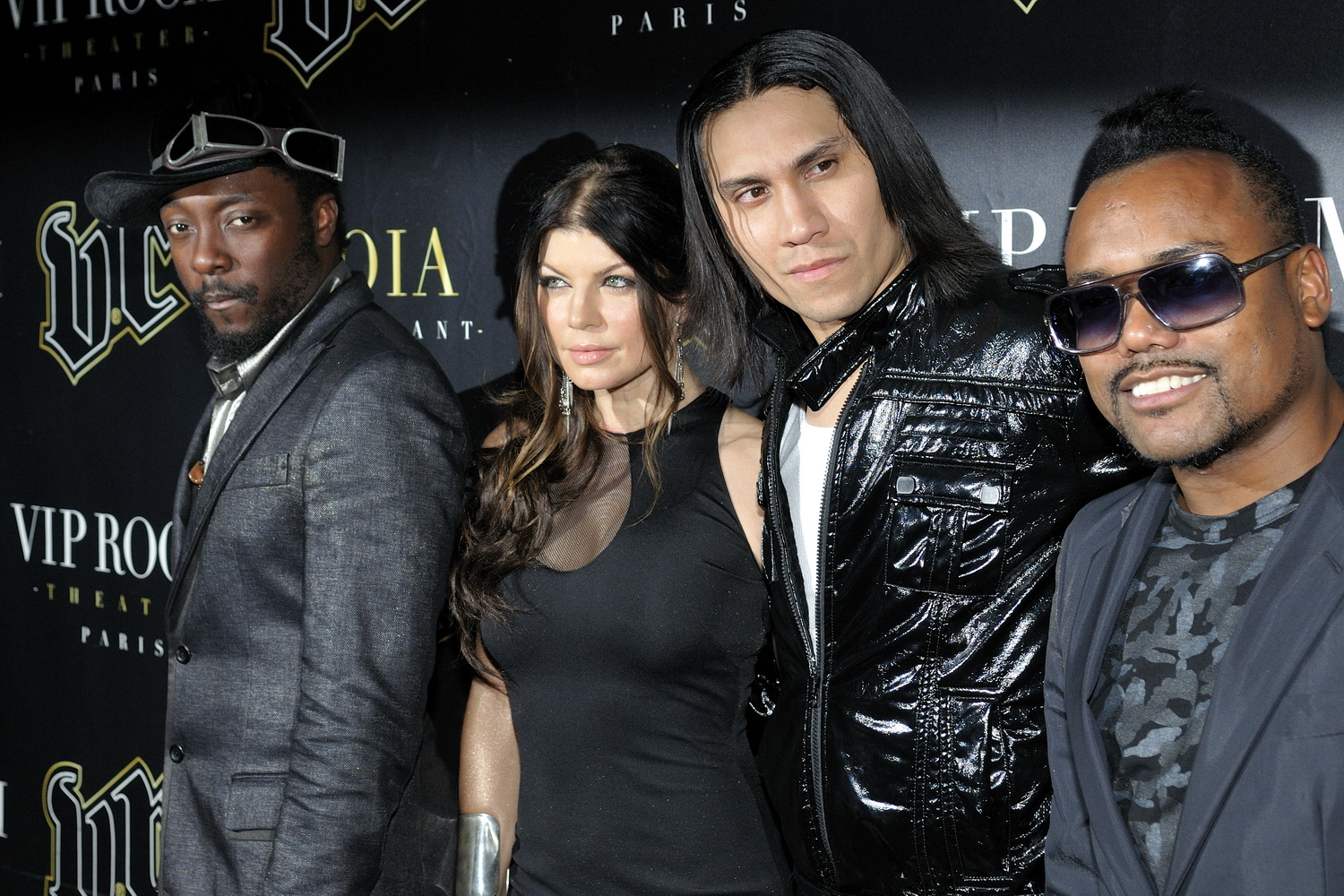
블랙 아이드 피스

얼터너티브 힙합(Alternative Hip Hop, 또는 얼터 힙합(Alter Hip Hop))은 힙합 음악의 하위 장르로서 매우 광범위하게 적용되는, 2000년대 대중 음악의 인기 장르이다.

## 정의
힙합 음악의 하위 장르인 얼터너티브 힙합은 명확하게 그 개념이 정의되긴 어렵다. 범위가 매우 광범위하여 대체로 2000년대 대중 음악에 포괄적으로 적용되곤 한다. 여러 대중 음악가, 평론가에 따른 상대적인 정의에 의하면, 얼터너티브 힙합은 정통 힙합 음악이 좀 더 대중적으로 변모, 진화한 형태로서 강한 랩 위주의 음악에서 벗어나 팝 음악과의 결합에 중점을 두었다. 리듬, 박자, 비트 외에 전체적으로 멜로디가 강화된 동시에 특히 팝 음악의 대중적인 후렴구가 곡을 특징짓는 데에 큰 영향을 끼친다. 타 장르 음악과 쉽게 융합을 이루기도 한다.

## 역사

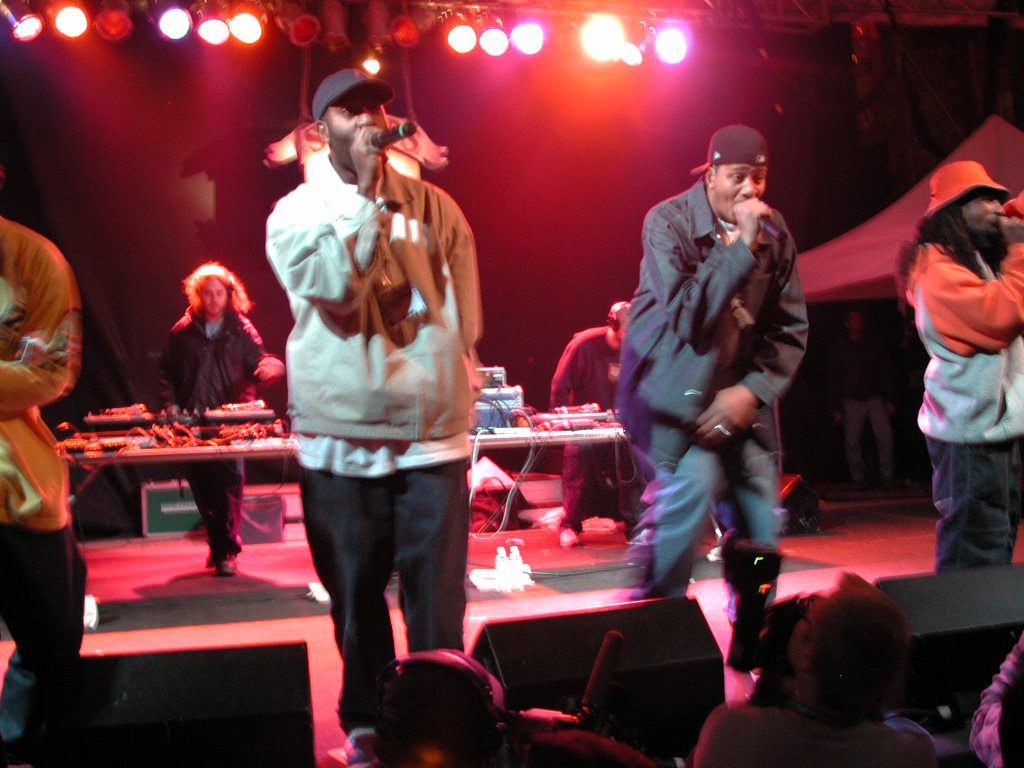
Jurassic 5

정통 힙합 음악의 전성기인 미국의 1980년대가 지나면서 1980년대 말에서 1990년대 초, 그의 대안 음악으로 얼터너티브 힙합 음악이 서서히 대두되기 시작하였다. 소수의 팬층에서 탈피, 대중성과 상업성을 흡수하며 변모를 꾀한 것이 근원이 되었다. 이것은 록 음악에서 하위 장르 얼터너티브 록 음악이 대두되었던 것과 흡사하다.
얼터너티브 힙합 음악을 이끌었던 초창기 음악가로는 이스트 코스트 힙합(East Coast Hip Hop), 웨스트 코스트 힙합(West Coast Hip Hop), 서던 힙합(Southern hip hop), 어레스티드 디벨롭먼트(Arrested Development), 구디 맙(Goodie Mob) 등이 있다.
얼터너티브 힙합은 1990년대 중후반부터 세계적으로 대중 음악의 주류 장르로 자리해 오고 있다. 2000년대 미국에서 큰 활약을 보인 음악가로는 카니예 웨스트, 블랙 아이드 피스 등이 있다.

## 대한민국의 힙합
대한민국에 힙합 음악이 본격적으로 전해진 시기는 1990년대 초이다. 현진영, 서태지와 아이들, 듀스 등이 당시 힙합 음악을 한 대표적인 음악가들이었다. 90년대 중반부터는 타이거 JK를 비롯한 소수의 음악가들이 정통 힙합을 추구하였으나 대중적으로 알려지진 못했다. 대신 언더그라운드를 통해 정통 힙합 음악이 점차 자리를 잡아 갔다. 특히 마스터플랜이 정통 힙합 음악가들의 주요 무대가 되었다.
얼터너티브 힙합이 본격적으로 알려지기 시작한 시기는 1990년대 말이었다. 김진표는 1997년에 솔로 음반 1집 《열외》(列外)를 발표하였으며, 이는 수록곡 전체를 랩 음악으로 만든 한국 최초의 음반으로 기록되었는데, 이 음반은 정통 힙합 음악이 아닌, 얼터너티브 음악을 추구한 음반이었으며, 김진표 스스로도 힙합 음악가가 아닌, 팝 음악가로 불리기를 원했다. 김진표 이후 수많은 얼터너티브 힙합 음악가들이 등장하였으며, 2000년대부터 한국 대중 음악에서 주요 장르로 자리를 잡았다.

## 2000년대 대표적인 음악가

### 미국
- 카니예 웨스트
- 블랙 아이드 피스

### 대한민국
| - 드렁큰 타이거 - 김진표 - DJ DOC - 원타임 | - 리쌍 - 다이나믹 듀오 - 에픽하이 | - MC 스나이퍼 - 데프콘 |

## 참조

### 읽을거리
- 김영대 & 김봉현. (2009-01-10). 《힙합, 우리 시대의 클래식 (힙합 30년, 명반 50)》. 한울 아카데미. 총 288쪽. ISBN 978-89-460-3989-6.
- Light, Alan (ed). (1999). 《The VIBE History of Hip-Hop》. New York: Three Rivers Press. ISBN 0-609-80503-7. (영어)